# ساموراي شوداون 4: أماكوساز ريفينج
ساموراي شوداون 4: أماكوساز ريفينج (بالإنجليزية: Samurai Shodown IV: Amakusa's Revenge ساموراي شوداون 4: إنتقام أماكوسا)، هي الجزء الرابع من سلسلة ألعاب القتال المطورة والمنشورة من طرف شركة إس إن كي، ساموراي شوداون، صدرت لأول مرة على صالات الأركيد عام 1996، وتبعتها إصدارات على منصات نيو جيو سي دي وبلاي ستيشن وسيغا ساترن بسنوات.

## لعبة
في هذا الإصدار، هناك تغييرات طرأت على هذه السلسلة، تمت إزالة الحظر الجوي بالكامل. لم يعد بإمكان المرء أيضًا شحن مقياس "أسرى الحرب" الخاص به. تم حذف رجل التوصيل الذي يظهر على الشاشة بالكامل من اللعبة. تمت إضافة "مجموعة القرص المضغوط"، حيث يمكن للاعب الضغط على الزرين C وD معًا، مما يؤدي إلى ضربة يمكن أن يتبعها سلسلة من النقرات على الأزرار. أضافت إس إن كي أيضًا حركة "انتحارية"، حيث تخسر الشخصية الجولة. المكافأة في ذلك هي أن الشخص المنتحر سيبدأ الجولة التالية بمقياس "أسرى الحرب" الكامل. تتيح بعض التشطيبات أيضًا حركة الفايتاليتي المشهورة في سلسلة ألعاب مورتال كومبات.